# Майцихов
Майцихов (на словашки: Majcichov) е село в окръг Търнава, Търнавски край, Западна Словакия. Населението му е 2181 души.
Разположено е на 149 m надморска височина, на 12 km  южно от град Търнава. Площта му е 18,2 km². Кмет на селото е Тибор Марек.